# Русінов Петро Іванович
Петро Іванович Русінов, (6 (18) серпня 1897, Тара, Омська область Російської Федерації — 1977, Харків) — радянський архітектор.

## Життєпис
Народився в сім'ї техніка, службовця Тарської управи. У 1914 закінчив Омське механіко-технічне училище, в 1925 — архітектурне відділення Омського художньо-промислового технікуму ім. М. О. Врубеля. Працював техніком-архітектором Омськбудтресту та Сібметалтресту.
У 1929 році Русінов разом з архітекторами Олександром Огородніковим та Сергієм Ігнатовичем створив групу архітекторів-конструктивістів. Діяльність групи полягала у пропаганді нового архітектурного напрямку за допомогою публічних лекцій і доповідей. Її члени також прагнули налагодити зв'язок з будівельними організаціями, відстоюючи застосування конструктивізму в будівництві.
В Омську спільно з Ігнатовичем побудував будівлі клубу «Металіст» (1929), клініки ветеринарного інституту (1931), житловий будинок-комбінат Сібметалтресту (1931). Викладав курс «Основи архітектури» на архітектурному відділенні Художньо-промислового технікуму ім. М. О. Врубеля.
Після розформування технікуму в 1930 році Русінов виїхав з Омська.
У 1934 вступив до Союзу архітекторів.
Наприкінці 1940-х років опинився в Харкові, де побудував низку будівель.

## Реалізовані проекти

### В Омську
- Клуб «Металіст» на Лісовій вулиці (1928, нині вул. Вавілова, 45, не збереглося)[1];
- Житловий комбінат для робітників заводу «Сібметаллтрест» (1931, у співавт. з С. М. Ігнатовичем, на розі вулиці Маяковського і проспекту К. Маркса, сучасна адреса — пр. К. Маркса, 33)[2];
- Клініка ветеринарного інституту (1931, у співавт. з С. М. Ігнатовичем, вул. Орджоникидзе, 47А).[3]

### У Харкові
- Житловий будинок (разом з В. І. Ліфшицем, пр. Московський, 27)[4];
- Сквер на майдані Свободи (1963—1965, разом з В. І. Коржем)[5];